# Nadine Lustre
Nadine Alexis Paguia Lustre, conocida artísticamente como Nadine Lustre (31 de octubre de 1993, Ciudad Quezón), es una actriz, modelo y cantante filipina. Ella surgió de un concurso de canto infantil, llamado RPN 9, difundido por la red televisiva de TV5. Un programa televisivo, dirigido principalmente a los jóvenes. Además participó como actriz, interpretando un personaje secundario en una película titulada "Petrang Kabayo". Aunque su rotura más grande que le hizo famosa, fue en una teleserie titulada  "PS I Love You o Te Amo", difundida por la red TV5. También debemos recalcar que estuvo en una relación con el famoso James Reid hasta enero de 2020.

## Carrera
Nadine es una de las integrantes de un grupo llamado "Pop Girls". Nadine también es conocida como Nadz, por su talento y exitosa carrera. Su carrera comenzó iniciando su primer debut, como actriz de "Bagets: Just Got Lucky'as" (Un programa de espectáculo de televisión, para la formación de nuevos talentos). Junto a Georgina Evangelista, participó en un episodio de la serie Maynila, más adelante en otras series televisivas como "Hey it's Saberdey!" y "Sunday Funday", ambas difundidas por la red de TV5.
Nadine en 2011, confirmó a una de sus compañeras su retiro del grupo Pop Girls. Nadine fue sustituida temporalmente por nuevos talentos como Carlyn Ocampo y Aubrey Caraan, por una gestión denominada "Viva". Aunque en "Viva", no se había anunciado la entrada de nuevos talentos para formar parte de Pop Girls, como integrantes oficiales. Después de que Nadine, confirmó su dicha cuestión. Por decisión de la gestión "Viva", Nadine nuevamente ingresa al grupo Pop Girls.

## Descubrimiento por su talento
Cuando era más joven, Nadine siempre realizaba reuniones familiares. Cada vez más tuvo un gran interés por la música en su casa. En ciertas ocasiones, de repente Nadine también sentía un interés por la danza. Ella estaba confiada lo que iba hacer en un futuro, lo cual esto llamó la atención a sus padres.

## Filmografía
| Television | Television             | Television           | Television  | Television |
| Año        | Título                 | Personaje            | Estación    | Notas      |
| ---------- | ---------------------- | -------------------- | ----------- | ---------- |
| 2015       | On the Wings of Love   | Leah Olivar-Medina   | ABS-CBN     | Lead Role  |
| 2015       | Maalaala Mo Kaya       | Carmina Joven        | ABS-CBN     | Lead Role  |
| 2013       | Wapak                  | Herself              | TV5         | Main Cast  |
| 2012       | Sunday Funday          | Herself/Performer    | TV5         | Main Cast  |
| 2011       | Bagets: Just Got Lucky | Georgina Evangelista | TV5         | Main Cast  |
| 2011       | Hey it's Saberdey!     | Herself/Performer    | TV5         | Main Cast  |
| 2011       | P. S. I Love You       | Candice Tuazon       | TV5         | Main Cast  |
| 2009-2010  | SOP                    | Herself/Performer    | GMA Network | Performers |

### Películas
| Movies | Movies                    | Movies                       | Movies                     | Movies          | Movies |
| ------ | ------------------------- | ---------------------------- | -------------------------- | --------------- | ------ |
| Año    | Título                    | Personaje                    | Canal                      | Notas           |        |
| 2015   | Beauty And The Bestie     | Abi Villavicencio            | Star Cinema and Viva Films | Lead Role       |        |
| 2015   | Chain Mail                | Anne                         | Viva Films                 | Special Role    |        |
| 2015   | Para Sa Hopeless Romantic | Rebecca "Becca" Del Mundo    | Star Cinema Viva Films     | Lead Role       |        |
| 2014   | Talk Back And You're Dead | Miracle Samantha "Sam" Perez | Skylight Films Viva Films  | Lead Role       |        |
| 2014   | Diary Ng Panget           | Reah "Eya" Rodriguez         | Viva Films                 | Lead Role       |        |
| 2013   | The Fighting Chefs        | Herself                      | Viva Films                 | Main Cast       |        |
| 2011   | Who's That Girl?          | Elizabeth's Secretary        | Viva Films                 | Main Cast       |        |
| 2011   | Petrang Kabayo            | Dina                         | Viva Films                 | Supporting cast |        |

### Videos musicales
| Año  | Título                  | Director |
| ---- | ----------------------- | -------- |
| 2012 | Beginning Today (Cover) | N/A      |
| 2012 | Payphone (Cover)        | N/A      |

### Discografía
| Año  | Título de la canción | Artista   |
| ---- | -------------------- | --------- |
| 2010 | Sige Sayaw           | Pop Girls |
| 2010 | True Love            | Pop Girls |
| 2009 | Crazy crazy          | Pop Girls |

### Avales
- Red Ribbon: White Forest
- Bear Brand
- Johnson & Johnson "Isa Ako"
- Jiucy Cologne
- Optein Eye Supplement
- Aji Ginisa
- Bambini Cologne
- Globe "Abot mo ang Mundo"
- Goldilocks
- Dove
- Fibisco Hi-Ro
- Fitrum
- Globe
- Alaska Milk Print Ad